# Escut de Rubió
L'escut oficial de Rubió té el següent blasonament:
Escut caironat: de porpra, un castell de gules obert sobremuntat d'un muntant d'argent acompanyat al cap d'una flor de lis d'argent. Per timbre una corona mural de poble.

## Història
Va ser aprovat el 12 de febrer de 1996 i publicat al DOGC el 28 del mateix mes amb el número 2174.
L'escut porta el castell del poble (del segle XI) i un muntant i la flor de lis, atributs de la Verge Maria, patrona de la localitat.